# Conny Vandenbos

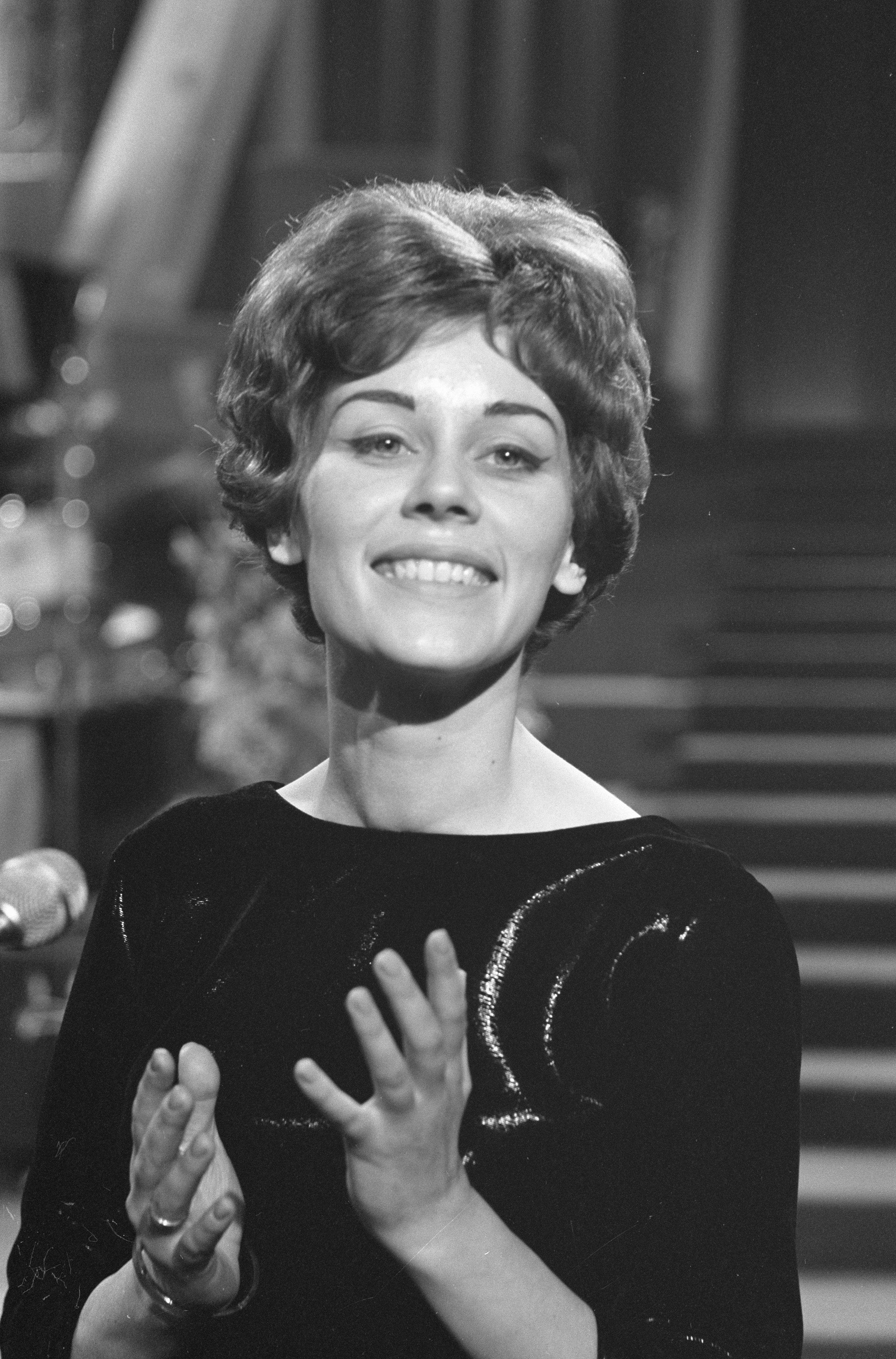
Conny Vandenbos (1962)

Conny Vandenbos (* 16. Januar 1937 in Den Haag als Jacoba Adriana Hollestelle; † 7. April 2002 in Amsterdam) war eine niederländische Chanson- und Schlagersängerin.

## Karriere
Nach einem Auftritt beim belgischen Knokkefestival 1961 erhielt Conny Vandenbos einen Plattenvertrag. Im Herbst erschien ihre erste Single Ninotschka. 1965 durfte sie ihr Heimatland beim Gran Premio Eurovisione della Canzone in Neapel vertreten. Mit dem Schlager ’t is genoeg erreichte sie den elften Platz. Im selben Jahr trat sie auch beim Sopot Festival auf. Im darauffolgenden Jahr gelang ihr mit Ik ben gelukkig zonder jou der erste große Hit in den niederländischen Charts. Es folgten zahlreiche Singles in niederländischer und englischer Sprache sowie zwei Alben. Ab den frühen 1970er Jahren schrieb sie auch selbst Lieder.
Ihre erfolgreichste Zeit hatte sie ab Mitte der 1970er Jahre mit Hits Een roosje, m’n roosje (1974), Drie zomers lang, Sjakie van de hoek (1975), Ome Arie (1976), Weet je wat we doen (1977). In diesem Jahre brachte Conny Vandenbos auch ihre einzige deutschsprachige Single auf den Markt mit dem Titel Jan von nebenan, die zwar kein kommerzieller Charterfolg wurde, sich aber unzählige Wochen beim NDR 2 in der Deutschen Schlagerparade ganz weit oben platzieren konnte. Viele andere Lieder von ihr hat NDR 2 vornehmlich am Sonntagnachmittag gespielt. Und mit einem Duett mit Janis Ian, Don’t Leave Me Tonight (1980) gelang ihr wieder ein großer Hit. Auch ihre Alben, die zwischen Chansons und anspruchsvollen Schlagern variierten, waren ab 1974 sehr erfolgreich. Für die Alben Een vrouw van deze tijd (1974) und Licht en schaduw (1977) erhielt sie in den Niederlanden eine Gold-, für Van dichtbij (1975) und Zo wil ik leven (1976) sogar eine Platin-Auszeichnung. Nachdem sie bereits auf dem Album Over Liefde eine Komposition von Janis Ian übernommen hatte, widmete Vandenbos ihr 1980 das Tribut-Album Conny Vandenbos zingt Janis Ian. Darüber hinaus übernahm sie auch Lieder von Édith Piaf in ihr Repertoire und erhielt einige wichtige Auszeichnungen der niederländischen Musikbranche wie zum Beispiel den Edison.
Anfang der 1980er Jahre ließ Vandenbos’ Erfolg zwar nach, weitere kleinere Hits gelangen ihr aber noch in den 1980er Jahren, darunter Duette mit dem Sänger Wim Rijken. In den 1990er Jahren war sie außerdem als Radiomoderatorin tätig. Ihr letztes Studioalbum Vriendschap erschien 1995. Drei Jahre später übermittelte sie bei der Übertragung des Eurovision Song Contests die Ergebnisse des niederländischen Televotings. Im Jahr 2000 wurde sie mit Hand- oder Fußabdrücken im Zement des Rotterdamer Walk of Fame Europe aufgenommen. Ein Jahr später feierte sie mit einem Konzert ihr 40-jähriges Jubiläum im Showgeschäft.
Vandenbos starb 2002 an einem Bronchialkarzinom. Sie wurde auf dem Friedhof Rusthof in Leusden beigesetzt. Aus ihren früheren Ehen hatte sie eine Tochter und einen Sohn.
Ihr Künstlername stammt aus ihrer ersten, 1959 geschlossenen Ehe mit Wim van den Bos. Auf ihren ersten Veröffentlichungen findet sich auch diese Schreibweise.
2017 erschien mit Het complete oeuvre van Conny Vandenbos eine limitierte 15 CD umfassende Werkschau mit über 300 Aufnahmen der Künstlerin.

## Diskografie

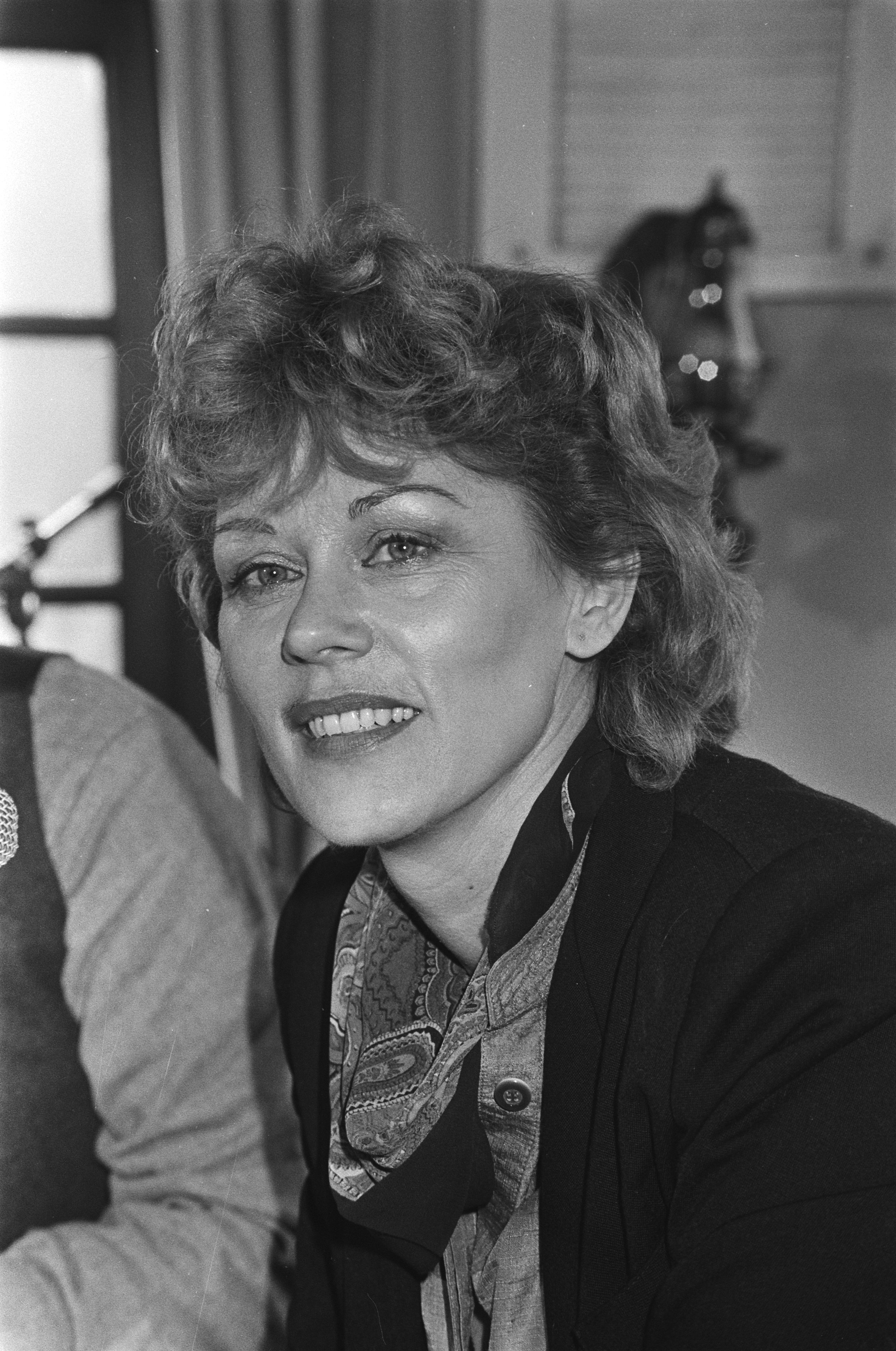
Conny Vandenbos (1981)

### Alben
| Jahr | Titel                           | Höchstplatzierung, Gesamtwochen, AuszeichnungChartsChartplatzierungen (Jahr, Titel, Platzierungen, Wochen, Auszeichnungen, Anmerkungen) | Anmerkungen |
| Jahr | Titel                           | NL | Anmerkungen |
| ---- | ------------------------------- | --- | ----------- |
| 1974 | Een vrouw van deze tijd         | NL12 (5 Wo.)NL |             |
| 1975 | Van dichtbij                    | NL4 (16 Wo.)NL |             |
| 1976 | Zo wil ik leven                 | NL6 (11 Wo.)NL |             |
| 1977 | Licht en schaduw                | NL13 (6 Wo.)NL |             |
| 1979 | Over liefde                     | NL40 (4 Wo.)NL |             |
| 1980 | Het mooiste uit twintig jaar    | NL20 (10 Wo.)NL |             |
| 1980 | Conny Vandenbos zingt Janis Ian | NL24 (7 Wo.)NL |             |
| 1983 | Net als iedereen                | NL48 (2 Wo.)NL |             |
| 1987 | De mooiste dag                  | NL46 (9 Wo.)NL |             |

### Singles
| Jahr | Titel Album                          | Höchstplatzierung, Gesamtwochen, AuszeichnungChartsChartplatzierungen (Jahr, Titel, Album, Platzierungen, Wochen, Auszeichnungen, Anmerkungen) | Anmerkungen   |
| Jahr | Titel Album                          | NL | Anmerkungen   |
| ---- | ------------------------------------ | --- | ------------- |
| 1966 | Ik Ben Gelukkig Zonder Jou –         | NL9 (11 Wo.)NL |               |
| 1974 | Een Roosje, M’n Roosje –             | NL7 (8 Wo.)NL |               |
| 1975 | Drie Zomers Lang Van Dichtbij        | NL15 (6 Wo.)NL |               |
| 1975 | Sjakie Van De Hoek Van Dichtbij      | NL7 (7 Wo.)NL |               |
| 1976 | Ome Arie Zo Wil Ik Leven             | NL11 (7 Wo.)NL |               |
| 1977 | Weet Je Wat We Doen Licht En Schaduw | NL34 (3 Wo.)NL |               |
| 1980 | Don’t Leave Tonight –                | NL22 (6 Wo.)NL | mit Janis Ian |